# 成田空港周辺地域共生財団
公益財団法人 成田空港周辺地域共生財団（こうえきざいだんほうじん なりたくうこうしゅうへんちいききょうせいざいだん）は、元千葉県知事および国土交通省東京航空局の共管の財団法人。主な事業として、成田国際空港に離着陸する航空機の騒音に対応して、周辺市町村の騒音対策、民家の防音工事への助成、騒音の測定などを行う。

## 概要
- 所在：千葉県成田市花崎町750-1
- 設立：1997年7月28日
- 理事長：山中精一（2023年11月1日現在）

## 沿革
- 1997年（平成9年）
  - 7月28日 成田市・富里市・山武市・芝山町・多古町・横芝光町、千葉県及び成田国際空港株式会社の出捐によって財団法人として設立
  - 10月1日 事業開始
- 2012年（平成24年）
  - 12月3日 公益財団法人に移行